# Silene undulata
Silene undulata ou Silene capensis(sinonímia), também conhecida como Raiz Africana do Sonho é uma planta nativa do Cabo Oriental da África do Sul, onde é considerado pelo povo Xhosa como uma planta sagrada. Sua raiz é tradicionalmente usada para induzir sonhos lúcidos e vivos (e de acordo com o xhosa, proféticos)durante o processo de início de xamãs, classificando-a como uma indutor de sonhos de ocorrência natural.
As flores abrem durante a noite e fecham durante o dia. Eles são muito perfumadas.

## Descrição

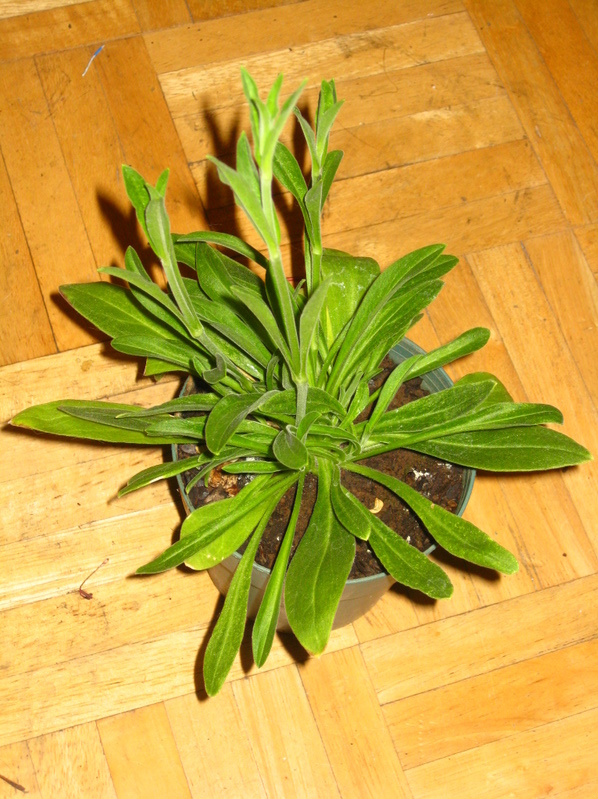
Silene undulata em um pequeno vaso

Silene undulata é uma erva pegajosa, glandular e perene de até 60 cm de altura. As folhas basais opostas em forma de espátula têm até 15 cm de comprimento e as folhas menores em forma de lança no caule têm até 8 cm de comprimento. As flores na ponta dos caules são glandulares e pegajosas. As pétalas espalhadas são brancas ou rosadas. As anteras estão em filamentos pares delgados. O ovário estreito é oblongo-ovóide, 1-locular, em um pedúnculo peludo de até 7,5 mm de comprimento; os estiletes, com 1,5 cm de comprimento, são delgados e papilados em um dos lados. A cápsula, de até 1,8 cm de comprimento, abre-se por válvulas recurvadas na ponta. As sementes são quase pretas e têm formato de rim com lados achatados.
As flores brancas, estreitamente tubulares, com néctar de difícil acesso, desenvolvem a sua fragrância no final do dia. Todas essas características são típicas de flores polinizadas por insetos voadores noturnos com tromba longa, como as mariposas-falcão.

## Usos
As plantas têm sido usadas em todo o mundo há milhares de anos por adivinhos e xamãs para induzir estados de sonhos lúcidos a fim de receber mensagens divinatórias. Essas plantas sagradas são classificadas como onirógenos, do grego oneiros que significa sonho, e gen que significa criar.
Silene undulata é considerada pelo povo Xhosa como uma planta sagrada. Sua raiz é tradicionalmente usada para induzir sonhos lúcidos e vívidos (e de acordo com o Xhosa, proféticos) durante o processo de iniciação de xamãs, classificando-o como um oneirogênio de ocorrência natural semelhante ao erva dos sonhos mais conhecida Calea zacatechichi.
Para o povo amaXhosa, os sonhos são considerados um meio de comunicação direta entre os vivos e os ancestrais, e os sonhos estão intimamente integrados às práticas tradicionais de cura. Os sonhos bons são considerados aqueles diretamente ligados aos ancestrais, enquanto os sonhos ruins são aqueles enviados por alguém que deseja prejudicar o sonhador.
Na África do Sul várias plantas, chamadas coletivamente de izilawu e individualmente de ubulawu, são usadas de várias maneiras para facilitar a comunicação com os ancestrais (iminyanya - referido como sombras na literatura antiga), na maioria das vezes, mas não exclusivamente, durante rituais religiosos. A pureza ritual é essencial para a comunicação com os ancestrais e pode ser alcançada lavando-se com plantas ubulawu. As raízes produtoras de espuma são esmagadas ou raladas, adicionadas a uma lata de água fria e batidas rapidamente com uma vara bifurcada que, segundo o costume, é esculpida em um ramo de oliveira selvagem, até que se produza uma espuma branca e espumosa. É dada muita atenção à forma como o ubulawu espuma. A falta de espuma é interpretada como um momento incorreto para o ritual ou como uma desaprovação dos ancestrais. Essa espuma, chamada isilawu, é usada como sabonete facial e corporal ou ingerida.
A palavra ubulawu deriva do verbo ukulawula que significa (no uso diário) dar instruções, mas neste sentido ukulawula significa 'contar seus sonhos nos quais você recebeu instruções dos ancestrais'. Acredita-se que a palavra tenha vindo da palavra khoekhoen laula, que significa pedir desculpas. Diz-se que a cor branca do isilawu indica que o medicamento é limpo e puro.
Vários estudos antropológicos foram realizados para uma melhor compreensão do uso de Silene undulata no Cabo Oriental.
Silene undulata é a planta ubulawu mais comumente usada no Cabo Oriental. As raízes são colhidas de populações selvagens e vendidas em mercados de rua informais e em iikemisti (lojas muthi). O comércio desta espécie e de muitas outras tem suscitado preocupações quanto ao seu uso sustentável e estado de conservação.